# 1432 هـ
1432 في التقويم الهجري هو العام الذي يقابله في التقويم الميلادي المدة بين 8 ديسمبر 2010 و26 نوفمبر 2011.

أطفال أفغان يلوحون بالأعلام خلال عيد الفطر 1432 هـ في منطقة غرمسير بولاية هلمند الأفغانية.

## أحداث
- الجمعة 11 محرم 1432 هـ : اندلاع الثورة في تونس بعد أن قام شاب تونسي يُدعى محمد البوعزيزي باحراق نفسه
- الجمعة 10 صفر 1432 هـ : رئيس تونس السابق زين العابدين بن علي يغادر إلى السعودية بسبب الانتفاضة التونسية
- 6 ربيع الأول - الفريق سعد الدين الشاذلي، رئيس أركان حرب القوات المسلحة المصرية الأسبق والرأس المدبر للهجوم المصري الناجح على خط الدفاع الإسرائيلي بارليف في حرب أكتوبر عام 1973.
- 28 ذو الحجة -
  - المجلس الانتقالي الليبي يعلن عن اعتقال سيف الإسلام القذافي بالقرب من بلدة أوباري جنوبي ليبيا.
  - قوات الشرطة المصرية تفض بالقوة اعتصام لأهالي مصابي ثورة 25 يناير وبعض الشباب بميدان التحرير بالقاهرة، وتلى ذلك وقوع مواجهات استمرت عدة أيام بما يعرف أحداث محمد محمود.

## وفيات

### ذو الحجة
- 2 ذو الحجة - أحمد أبو المعاطي، قارئ مصري.
- 10 شوال - مستورة الأحمدي ، شاعرة سعودية.

1. 1 2  مذكور في: تقويم القرون (ذات السلاسل، 1405هـ). الصفحة: 262. الناشر: ذات السلاسل. لغة العمل أو لغة الاسم: العربية. تاريخ النشر: 1984. المُؤَلِّف: صالح العجيري.